# Sune Birke
Sune Mårten Birke, född 1944 i Stockholm, är en svensk sjömilitär.
Birke blev officer i Marinintendenturkåren 1966. Elev vid  Militärhögskolan 1971-1972. Kapten 1972. Major i Försvarets intendentkår 1977. Ombudsman vid  Svenska Officersförbundet 1982-1988. Örlogskapten 1983. Chef personaladministrativa avd Marinstaben 1988-1990. Kommendörkapten 1989. Chef Personalutvecklingssektion vid Försvarsstaben 1990-1992. Sakkunnig vid Försvarsdepartementet 1992-1994. Kommendör 1994. Chef Management institutionen Militärhögskolan 1994-1995. Chef Militärhögskolan Östersund 1995-1996. Avdelningschef Högkvarteret 1996-1998. Chef Marinenheten Statens Försvarshistoriska Museer 1998-2004.
Birke är ledamot i Kungliga Örlogsmannasällskapet. Han var 2003-2011 ordförande i Militärsällskapet i Stockholm.
Birke är son till patentingenjören Birger Birke och Olga, född Andersson. Gift 1968 med Elisabeth Nordström, född 1944.